# Murray Dineen
Philip Murray Dineen, född 1953, är en kanadensisk musikforskare.
Dineen blev Ph.D. vid Columbia University 1988. Sedan 1991 är han verksam vid universitetet i Ottawa, sedan 2005 som ordinarie professor. Hans forskning gäller historisk musikologi med inriktning på teori. År 2015 tilldelades han Canadian University Music Society Lifetime Achievement Award för sina bidrag till vetenskapen och till sällskapets arbete. 